# 6499 Michiko
6499 Michiko (1992 UV6) là một tiểu hành tinh vành đai chính được phát hiện ngày 27 tháng 10 năm 1992 bởi M. Hirasawa và S. Suzuki ở Nyukasa.